# Nathaniel Carl Goodwin

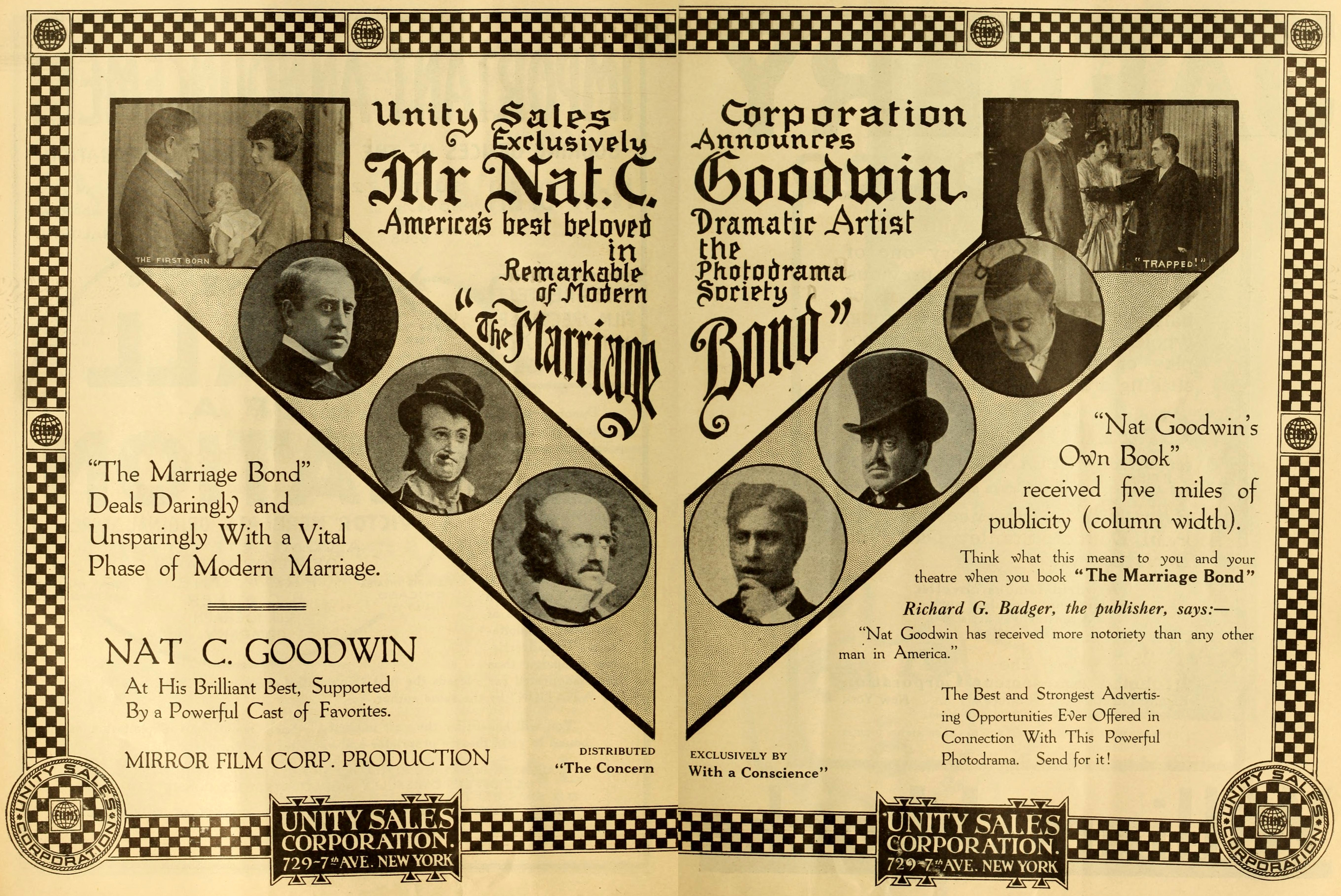
The Marriage Bond (1916)

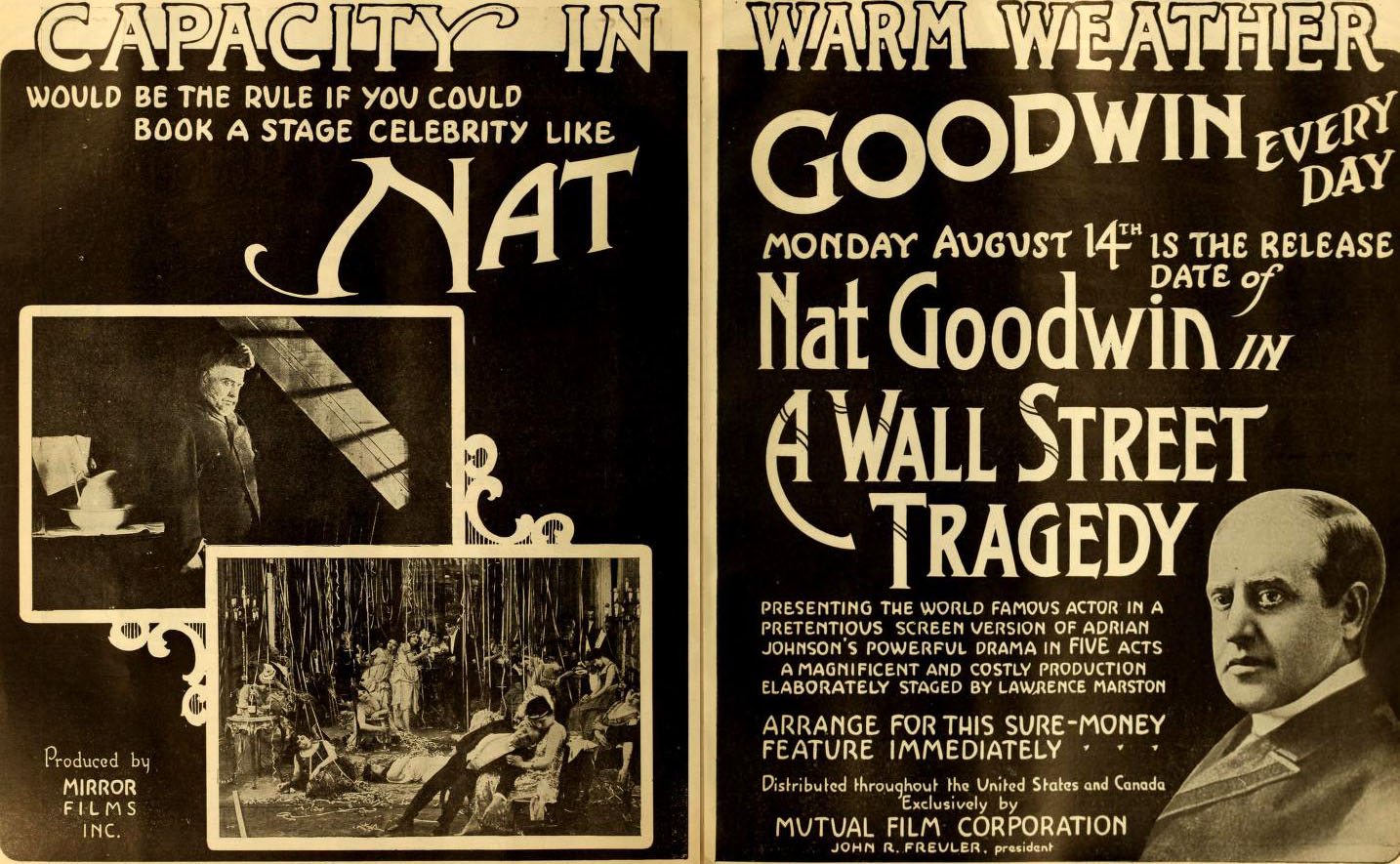
A Wall Street Tragedy (1916)

Nathaniel Carl Goodwin (Boston, Massachusetts, 25 de julio de 1857 - Nueva York, 31 de enero de 1919) fue un actor estadounidense.

## Biografía
Trabajó como dependiente en una tienda, a la vez que estudiaba interpretación. Su primera actuación fue en 1874 en el Howard Athenaeum de Boston en la compañía de Stuart Robson, en la obra de Joseph Bradford Law in New York. El año siguiente actuó en el Opera House de Tony Pastor en la ciudad de Nueva York, donde inició su carrera en el vodevil.
En 1876 trabajó en el New York Lyceum con la obra Off the Stage, en la cual imitaba a varios actores populares de la época.
En 1878 fue cofundador del local Boston Elks que, junto con su director en la década de 1880, George W. Floyd, cambiaría la historia del béisbol. Floyd, en particular, sería intermediario, a partir de 1887, entre la dirección del club de la Boston National League, los Beaneaters, y su nueva estrella, King Kelly.  En 1889, Goodwin fue miembro del comité directivo de la recién formada Actors' Amateur Athletic Association of America. Cuando Kelly y sus compañeros de Chicago ganaron el banderín en 1885, Goodwin y Floyd invitaron al equipo de Chicago a una actuación de "The Skating Rink" en el Teatro Hooley de Chicago.  
Un éxito del género burlesque, Black-eyed Susan, llevó a Goodwin a formar parte de la compañía de Rice y Goodwin. En esa época se casó con Eliza Weathersby, una actriz inglesa con la que trabajó en la obra de B. E. Woollf Hobbies. No fue hasta 1889, sin embargo, que el talento de Nat Goodwin como comediante empezó a ser reconocido. Por entonces actuó en numerosas funciones diseñadas para mostrar su seco método humorístico, tales como A Gold Mine, A Gilded Fool and Ambition, When We Were Twenty-one, y otras. También encontró el éxito en trabajos más serios como la pieza de Augustus Thomas In Mizzoura, o Nathan Hale, de Clyde Fitch. Hasta 1903 estuvo asociado en sus actuaciones con su tercera esposa, la actriz Maxine Elliott (nacida en 1873), con la que se casó en 1898, y de la que se divorció en 1908.  Entre 1905 y 1910, se asoció con Edna Goodrich para actuar en una serie de comedias de éxito. Se casaron en 1908 y se divorciaron en 1911.
Además de todo ello, actuó en varios filmes entre 1912 y 1916, incluyendo la primera versión de largometraje de Oliver Twist, en la cual interpretaba a Fagin.
Falleció a causa de una trombosis cerebral.